# بوليخنيتوس
بوليخنيتوس (Πολιχνίτος) هي مدينة في ليسفوس في اليونان.